# Kaihogyo

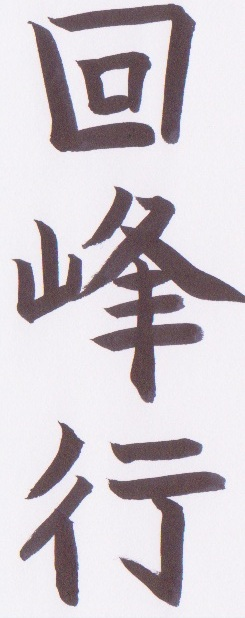
Kaihogyo, en kanji

Le Kaihogyo (回峰行) est une forme d'ascétisme pratiquée par les moines bouddhistes du mont Hiei, dans la région de Kyoto. Il consiste en 1000 jours, répartis sur sept années, de marche intensive et de prières. Seuls quarante-six moines ont réussi à compléter cet exercice depuis 1885, douze depuis la Seconde Guerre mondiale. L'échec était autrefois traditionnellement sanctionné par le suicide.

## Origines
Le Kaihogyo est également appelé "méditation ambulante", l'un des quatre types de méditation pratiquées dans le bouddhisme Tendai à laquelle appartiennent les moines du mont Hiei. Son fondement théologique remonte au bodhisattva constamment sans mépris (Sadāparibhūta), qui allait par monts et vaux en rendant hommage de manière égale aux moines et quidams qu'il rencontrait comme autant de futurs bouddhas.

### Soo Osho
Le fondateur historique de la pratique du Kaihogyo serait Soo Osho (vénérable Soo, 831-918), un moine ayant pratiqué diverses formes d'ascèse autour du mont Hiei. Après son ordination en tant que moine tendai, Soo se retire dans un petit ermitage qu'il construit sur la face sud du mont - l'ermitage correspond à l'actuel Mudo-ji, épicentre du kaihogyo,. 
Vers 859, Soo entame une période d'ascèse poussée, s'installant dans les zones sauvages des monts Hira, à l'ouest du lac Biwa et quelques kilomètres au nord de sa base. Bien que quelques moines aient déjà pratiqué sur le versant est de la montagne, comme l'attestent la présence de temple pré-datant la venue de Soo, celui-ci fut vraisemblablement le premier à pratiquer dans la partie ouest, se nourrissant exclusivement de baies et racines. Méditant près d'une chute d'eau sur la rivière Katsura (Katsuragawa en japonais), il rencontre les divinités Shikobuchi Myojin puis Fudō Myōō, ce dernier étant l'objet principal de dévotion du Kaihogyo. 
À partir de 861, Soo est crédité de diverses interventions miraculeuses auprès de plusieurs empereurs et membres de la Cour impériale de Kyōto. Il retourne à Mudo-ji vers 863, développant l'ermitage d'origine en un complexe de plus grande importance. Une statue de Fudo est bâtie puis, en 865, un bâtiment (le Myo-doo) pour héberger celle-ci : ce temple constitue la structure principale de l'actuel Mudo-ji. Une dotation par l'empereur Yozei, vers 881, permet au temple d'assurer son assise économique et de se développer, devenant au passage l'un des principaux centres de l'Enryaku-ji. Soo s'éteint pour sa part le 3 novembre 918.

### Développement du Kaihogyo moderne
La destruction par le daimyō Nobunaga Oda du complexe d'Enryaku-ji en 1571 rend difficile toute exploration de la construction du kaihogyo tel qu'il est désormais pratiqué. Le peu d'éléments ayant survécu à cette période trouble permettent de distinguer quatre phases distinctes.
Pèlerinages ascétiques dans les montagnes (831 - 1130)
Les premières indications pointant vers la chute de Katsuragawa comme lieu d'ascèse datent de l'époque de Heian. Le kaihogyo n'est encore qu'une démarche personnelle de retrait dans les montagnes, loin de toute interaction humaine.
Pèlerinages ascétiques vers l'Enryaku-ji (1131 - 1310)
C'est à cette période que les moines tendaï commencent à visiter les monuments dispersés autour du mont Hiei, une étape décisive dans la structuration du kaihogyo, puisque celui-ci s'articule autour de la visite de lieux sacrés de la montagne dans un ordre défini. Le développement de ces pèlerinages s'inscrit dans une tendance de l'époque: la visite des 33 temples de Kannon dans le Kansai ou des sept grands temples de Nara sont alors extrêmement populaires. Cette pratique s'institutionnalise, et vers le milieu du XIIe siècle il est coutumier pour les nouveaux abbés de faire le tour des Trois Pagodes après leur nomination.
C'est aussi vers la fin de l'époque Heian qu'apparaissent les Kaiho tefumi, liste d'endroit à visiter lors du kaihogyo. Le plus ancien tefumi connu, le tozan reisho junrei shidai, en liste quarante (contre plus de 260 de nos jours). La retraite à Katsuragawa continue d'être un élément essentiel du pèlerinage, comme l'atteste sa mention dans divers documents datant de la fin du XIIe siècle.
Pèlerinages ascétiques autour du mont Hiei (1311 - 1570)
Le kaihogyo continue de se structurer et, sous de nombreux aspects, ressemble déjà à celui pratiqué de nos jours : des règles concernant l'équipement, les vêtements ou les chemins à suivre sont édictées. Un ouvrage de 1387 intitulé Histoire d'ascètes itinérants vus dans les provinces du Japon décrit la pratique du kaihogyo dans les détails : on y mentionne notamment le fait que l'ascète doive quotidiennement parcourir 7,5 ri (environ 29,5 km) pendant 700 jours, et jeûner pendant neuf jours au Mudo-ji. Les mêmes sources continuent de mentionner l'importance de l'étape à Katsuragawa, où se tient deux fois l'an une retraite de neuf jours au cours desquels on pratique le Samadhi constamment assis - l'une des quatre méditations tendai - en étant privé de sommeil et nourri une fois par jour, récitant cent mille (100 000) fois le mantra de Fudo Myoo.
Les Trois Pagodes consacrent progressivement leurs propres versions du Kaihogyo, chacune avec son parcours: Gyokusen-ryu pour Toto, Shogyobo-ryu pour Saito, et Eko-ryu pour le pavillon de Yokawa.
Kaihogyo moderne (1571 - présent)
En dépit de la destruction complète de l'Enryaku-ji en 1571 par les troupes de Nobunaga, à la toute fin de l'Époque Sengoku, la secte tendaï se remet rapidement. En 1585, le moine Koun termine les 1000 jours du Kaihogyo et, le pays sortant de sa zone de turbulences, l'identité et le parcours de sa quarantaine de successeurs sont désormais documentés.

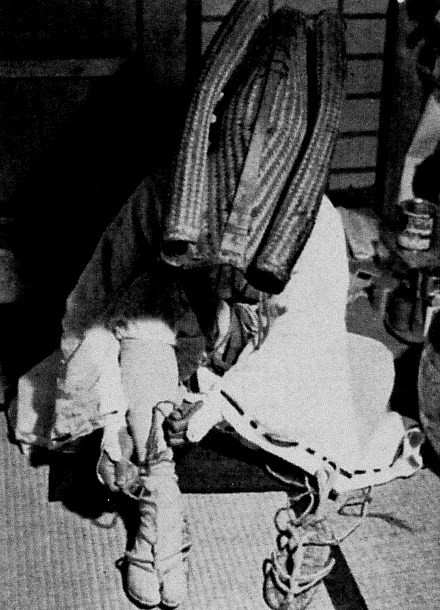
Moine pratiquant le Kaihogyo (回峰行) en tenue traditionnelle. Il porte une robe blanche, des chaussettes à bout fendu, des chaussures en herbe et un chapeau de paille en forme de lotus appelé "renge-gasa", fait de bandes de bois de hinoki tressées. Photo prise en 1954.

## Marche quotidienne
La réussite de l'ascèse se fait au bout de 1 000 jours de marche, ce qui la classe comme une des plus dures dans le bouddhisme japonais.
Il faut sept ans pour réaliser le Kaihogyo ; dans le même temps les moines doivent continuer leur formation bouddhiste, méditation, calligraphie, lecture de sutra ainsi que leurs activités habituelles dans le temple.
Au cours de la cinquième année, intervient une phase particulièrement ardue qui est considérée comme la partie la plus dure du processus. Pendant neuf jours (216 heures) le moine doit rester assis dans le temple à prier constamment le bouddha Amitābha, sans nourriture et sans eau, deux moines l'accompagnent, un de chaque côté, afin de s'assurer qu'il ne s'endort pas. L'ascèse finit par un rituel de feu dédié à Fudo Myōō
La pratique est divisée en période de 100 jours :
| Année 1                               | Année 2                               | Année 3                               | Année 4                               | Année 5                               | Année 6                          | Année 7                                                                      |
| ------------------------------------- | ------------------------------------- | ------------------------------------- | ------------------------------------- | ------------------------------------- | -------------------------------- | ---------------------------------------------------------------------------- |
| 30 (40) km par jour durant 100 jours. | 30 (40) km par jour durant 100 jours. | 30 (40) km par jour durant 100 jours. | 30 (40) km par jour durant 200 jours. | 30 (40) km par jour durant 200 jours. | 60 km par jour durant 100 jours. | 84 km par jour durant 100 jours, suivi 30 (40) km par jour durant 100 jours. |